# جانوس كاس
جانوس كاس (بالمجرية: Kass János) هو رسام مجري، ولد في 26 ديسمبر 1927 في سيجد في المجر، وتوفي في 29 مارس 2010 في بودابست في المجر.

## وصلات خارجية
- جانوس كاس على موقع IMDb (الإنجليزية)